# 金大植 (朝鮮人民軍)
金 大植（キム・デシク、朝鮮語: 김대식）は、朝鮮民主主義人民共和国の軍人、政治家。朝鮮人民軍総参謀部偵察局長、朝鮮労働党中央委員会委員候補などを歴任した。朝鮮人民軍における軍事称号（階級）は上将。朝鮮人民軍総参謀長を務めた金格植は従兄弟。

## 経歴
出生地や生年月日は不明。1968年から人民武力部偵察局指導員、上級指導員、副部長、部長を歴任。1984年に朝鮮人民軍総参謀部偵察局副局長に任命され、1990年に最高人民会議第9期代議員に選出された。1991年に朝鮮人民軍総参謀部偵察局長に任命され、同年12月24日に開催された朝鮮労働党中央委員会第6期第19回総会で党中央委員会委員候補に補選された。1993年に人民軍上将に昇進。1994年7月8日に金日成主席が死去し国家葬儀委員会が組織されると、同委員会委員に選ばれた。
1998年に建国50周年の記念行事に参加したのを最後に動静が途絶える。